# Гідропоніка
Гідропо́ніка (від дав.-гр. ὕδωρ — «вода» і πόνος — «робота») — спосіб вирощування рослин без ґрунту на поживних розчинах.
Рослини всмоктують корисні речовини корінням із субстрату або безпосередньо з розчину, який у цьому випадку не повинен застоюватися. Поживні речовини можуть бути навіть у пароподібному стані — тоді субстрат не потрібен рослинам взагалі. Цей метод називається «аеропоніка». 

## Історія
Рослину висаджують у дірчастий горщик, заповнений нейтральним субстратом (гравієм, керамзитом, тирсою тощо).
Горщик з рослиною встановлюється в другий, більший, наполовину наповнений поживним розчином, що містить все необхідне для росту й розвитку — мінеральні солі. В процесі всмоктування розчину доливається вода. Кожні 1–1,5 місяці розчин замінюється свіжим.
Гідропоніка дозволяє регулювати умови вирощування рослин — створювати режим живлення для кореневої системи, що повністю забезпечує потреби рослин в поживних елементах. Вирощування рослин методом гідропоніки менш трудомісткий процес, ніж у ґрунтовій культурі, оскільки й вода, і поживні речовини витрачаються економніше.
На гідропонних розчинах вирощують овочі (огірки, помідори), квіти (аруми, сціндапсус, традесканції, евхаріс, калла, амариліси, троянди), та інші рослини.
У 1960-х роках Аллен Купер з Англії розробив техніку живильної плівки. Павільйон Land в Центрі EPCOT World Walt Disney World був відкритий у 1982 році і особливо показує різноманітні гідропонні методи.
Станом на 2017 рік у Канаді були сотні акрів великомасштабних комерційних гідропонних теплиць, де вирощували помідори, перець та огірки.
Через технологічні досягнення в галузі та численні економічні фактори, прогнозується, що світовий ринок гідропоніки виросте з 226,45 мільйона доларів США у 2016 році до 724,87 мільйона доларів США до 2023 року.